# Anthanassa taeniata
Anthanassa taeniata är en fjärilsart som beskrevs av Johannes Karl Max Röber 1914. Anthanassa taeniata ingår i släktet Anthanassa och familjen praktfjärilar. Inga underarter finns listade i Catalogue of Life.